# Sông Opir
Opir (tiếng Ukraina: О́пір) là một sông tại Ukraina, chảy qua huyện Stryi của tỉnh Lviv. Đây là một phụ lưu hữu ngạn của sông Stryi (lưu vực sông Dniester).

## Địa lý
Sông Opir khởi nguồn tại sườn đông của núi Velykyi Yavirnyk thuộc rặng Verkhovynskyi, phía nam làng Oporets. Sông chảy giữa các ngọn núi của dãy Skole Beskid (thuộc dãy núi Karpat), chủ yếu theo hướng đông bắc và bắc. Opir chảy vào sông Stryi giữa thị trấn Verkhnie Synovydne và làng Mezhybrody.
Sông Opir dài 58 kilômét (36 mi), diện tích lưu vực là 843 km2 (325 dặm vuông Anh). Độ dốc trung bình của sông là 10,4 m/km (55 ft/mi). Sông chảy trong một thung lũng hình chữ V, có chiều rộng thay đổi từ 150 m (490 ft) đến 300 m (980 ft) tại hạ du. Vùng bãi bồi nằm ở hai bên bờ, đôi khi nằm ở một bên, có chiều rộng thay đổi từ 30 mét (98 ft) đến 425 mét (1.394 ft). Sườn của thung lũng sông dốc và đôi khi là đầm lầy. Dưới lòng sông là đá, rộng từ 10 mét (33 ft) đến 80 mét (260 ft), và độ sâu từ 0,2 mét (7,9 in) đến 1,2 mét (3 ft 11 in). Đáy sông thường là lớp đá cuội thuộc loại sa thạch Karpat. Sông cung cấp nước cho các khu dân cư, và tưới nước cho đất nông nghiệp.
Gần đây, sông trở nên nổi tiếng đối với các du khách yêu thích môn thể thao chèo xuồng. Vào mùa xuân, có thể chèo xuồng trên sông từ làng Slavske, và vào mùa hè do khi ít nước hơn nên bắt đầu từ thành phố Skole.

## Phụ lưu
Phụ lưu của sông Opir gồm tám sông nhỏ và 31 suối với tổng chiều dài 94,3 kilômét (58,6 mi) và diện tích dòng chảy 21,9 hécta (54 mẫu Anh)
- Hữu ngạn: Kamianka [uk], Chudyliv [uk], Pavliv [uk], Hrebenovets [uk], Zelemyanka [uk], Tsihla [uk], Rozhanka [uk], Slavka [uk], Khokhlinsky [uk], Pysarivka [uk], Oporets [uk].
- Tả ngạn: Zakuty [uk], Lavochanka [uk], Dubrivka [uk], Oriava [uk], Yakhystiv [uk], Holovchanka [uk], Rovina [uk].

## Khu định cư
Một số khu định cư nằm ven sông (theo thứ tự từ đầu nguồn đến cửa sông): Oporets, Lavochne, Ternavka, Slavske, Tukhlia, Hrebeniv, Skole, Dubyna, Verkhnie Synovydne.

## Hình ảnh

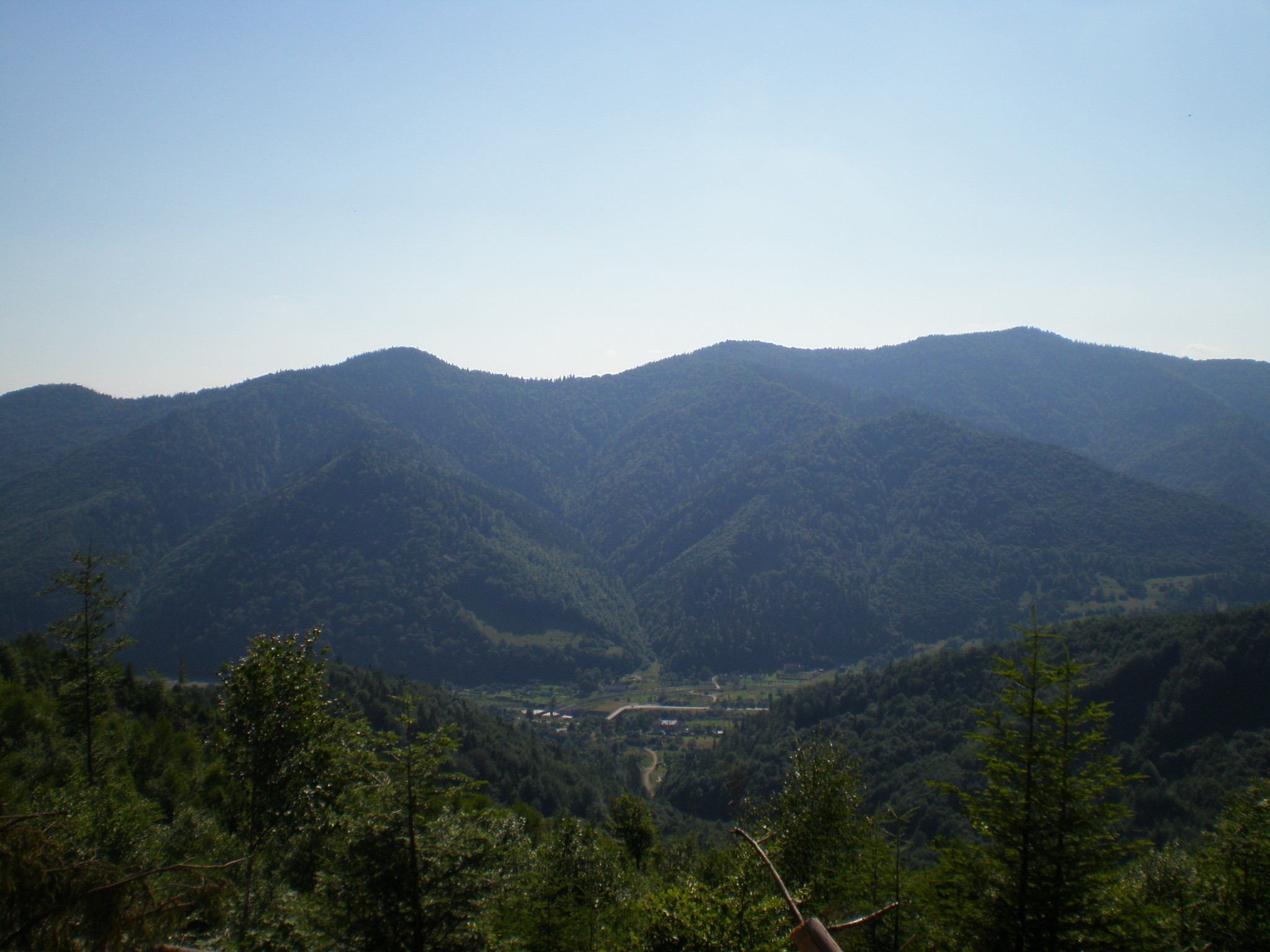
Thung lũng sông Opir (nhìn từ Zelemyanka ridge [uk]).
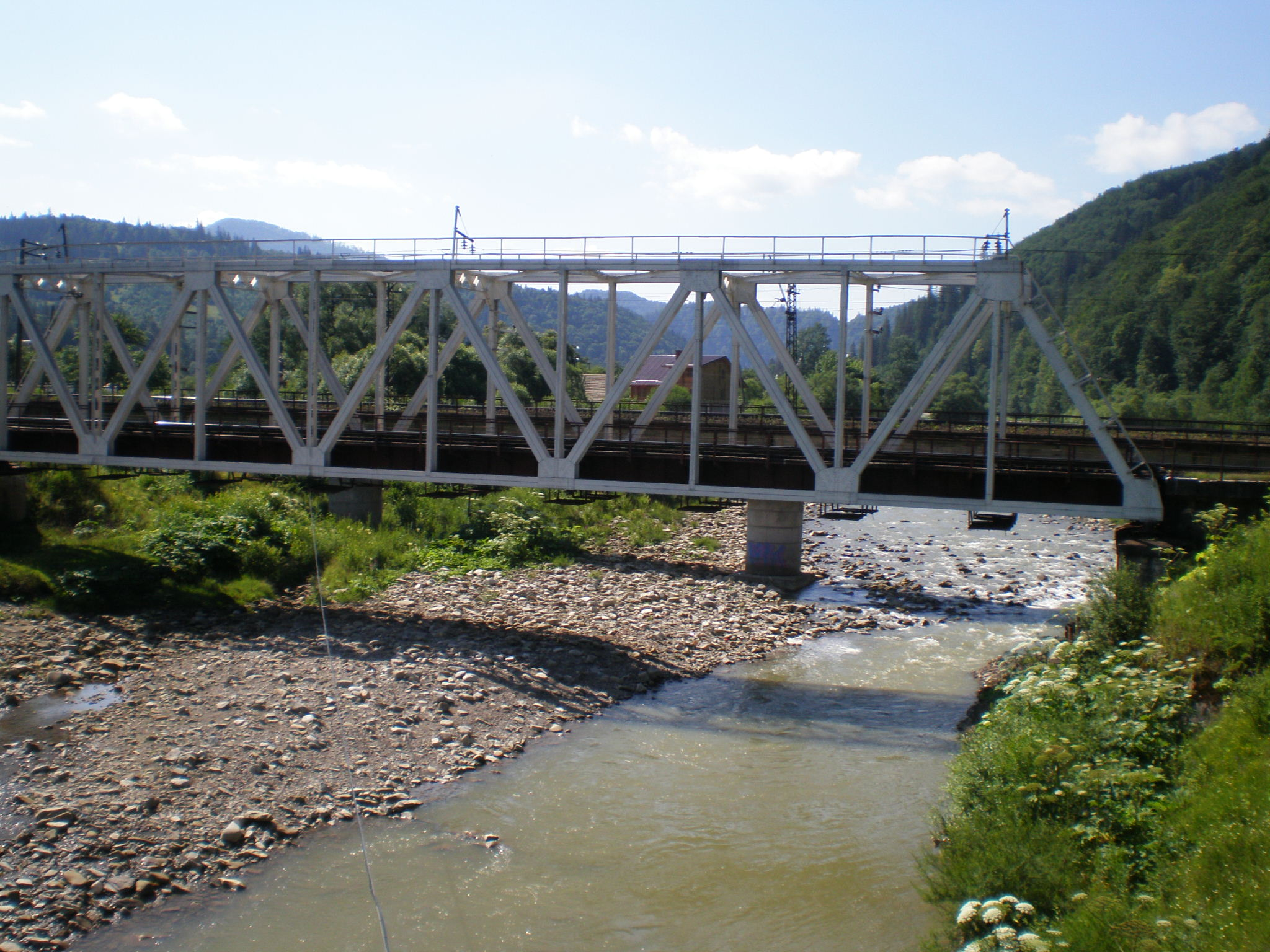
Cầu đường sắt trên sông Opir.
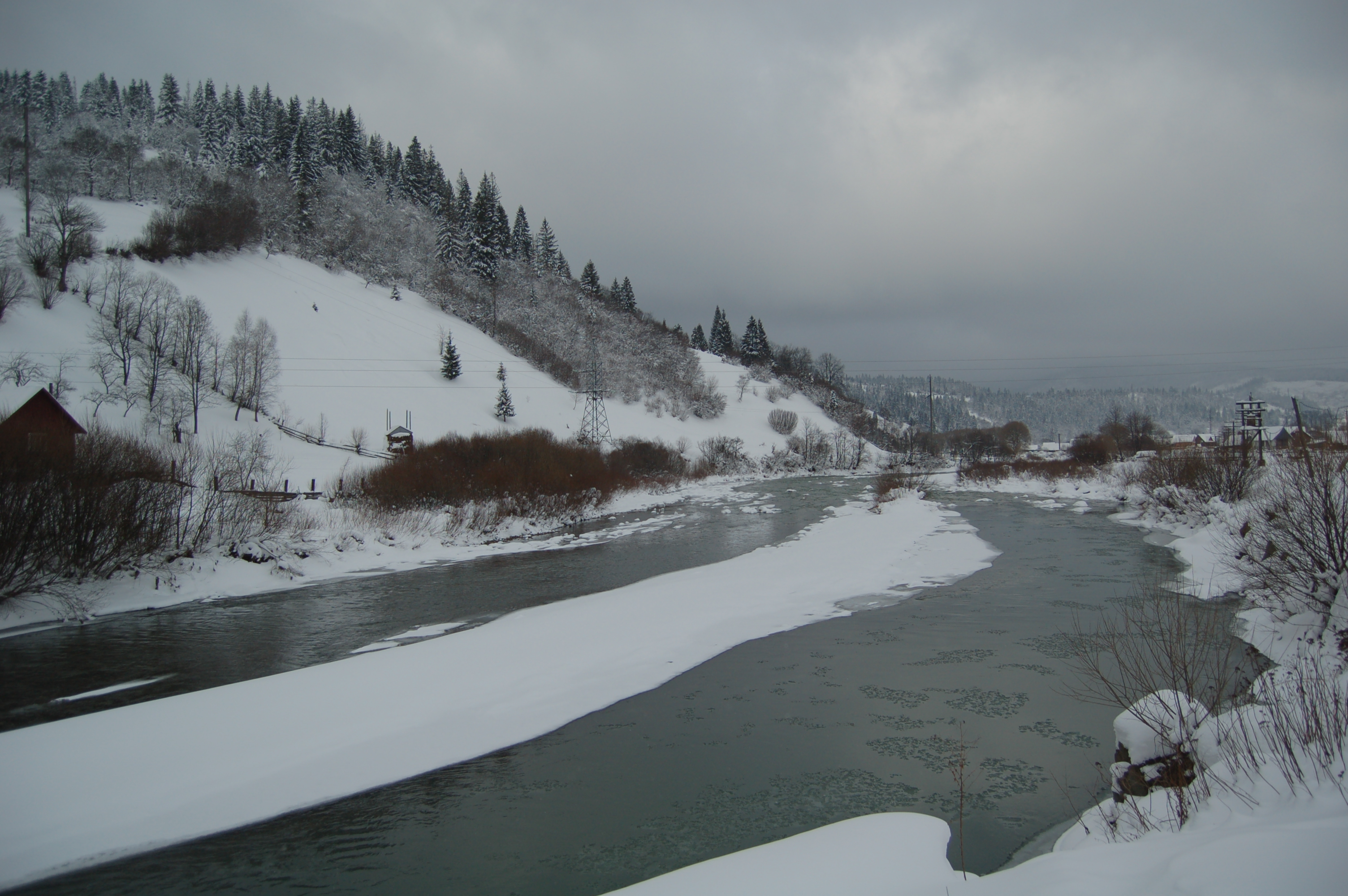
Sông Opir vào mùa đông.